# 최규홍
최규홍(崔圭弘, 1962년 ~)은 대한민국의 법조인이다. 2018년 2월 서울동부지방법원장에 임명되었다.

## 생애
1962년 부산에서 태어나 부산고등학교와 서울대학교 법학과를 졸업하고 제26회 사법시험에 합격하여 16기 사법연수원을 수료했다. 
군 법무관으로 병역의 의무를 마치고 1990년 3월 수원지방법원 판사에 임용되었다. 1992년 2월 서울민사지방법원, 1994년 춘천지방법원, 1997년 2월 서울지방법원, 1999년 3월 서울고등법원으로 전보되어 재판을 하였으며 2000년 2월 대법원 재판연구관으로 있다가 2002년 2월 울산지방법원 부장판사로 승진하여 수원지방법원, 서울동부지방법원, 서울중앙지방법원, 광주고등법원, 서울고등법원에서 부장판사를 하였다.
2018년 2월 법원 정기 인사에서 지방법원장으로 임명되어 서울동부지방법원에서 법원장을 하였다.
서울동부지방법원에서 2년 간의 법원장 임기를 마치고, 2020년 2월 13일 수원고등법원 부장판사로 재판부 복귀하였다.
2022년 2월 수원고등법원 부장판사를 끝으로 명예퇴임하였고, 서울특별시 서초구 소재에 변호사 최규홍 법률사무소를 개소하였다.
2022년 12월 31일 황조근정훈장을 수훈하였다.

## 주요 판결
- 울산지방법원 형사항소부 재판장으로 재직하던 2002년 7월 12일에 학교 공사 등과 관련하여 뇌물을 받거나 서류를 위조한 혐의 등으로 구속되어 1심에서 징역형과 자격정지, 벌금형 등을 선고받은 울산시교육청 공무원 8명에 대해 원심을 파기하고 선고유예했다.[1]
- 서울동부지방법원 제11형사부 재판장으로 재직하던 2006년 7월 27일에 한밤중에 길거리에서 같은 학교 친구를 흉기로 찔러 숨지게 한 혐의 등으로 2005년 10월 구속기소된 김모(17)군에게 "경찰에서 자백한 내용을 법정에서 부인하면서 경찰조사 도중 의자에 앉은 상태에서 조사관으로부터 뺨을 5~6대 맞은 사실이 인정돼 피의자 신문조서의 증거능력을 인정할 수 없다"고 하면서 "사건 현장에 함께 있던 정모(17)군의 진술이 서로 모순되고 일관성이 없으며 범행 도구에서도 김군의 지문이나 핏자국이 발견되지 않았다"는 이유로 무죄를 선고했다. 경찰서 측은 "가혹행위는 없었다"고 밝혔다.[2] 2007년 10월 13일에 제이유 그룹 납품업체 대표로부터 5,000만원을 받은 혐의 등으로 구속 기소된 정승호 전 동해경찰서장에 대한 선고 공판에서 "업무상 청탁이나 대가 관계가 있다고 볼 수 없다"며 무죄를 선고했다.[3]
- 서울고등법원 형사3부 재판장으로 재직하던 2011년 6월 2일에 1심과 2심에서 3천만원의 뇌물을 수수한 혐의로 징역 3년과 추징금 3천만이 선고됐다가 대법원에서 "수수금액의 판결을 다시 하라"며 파기환송한 조성규 전 중부지방국세청장에 대한 파기환송심에서 "원심의 수수금액 3천만원 중에서 1천만원에 대해서는 무죄가 인정된다"며 징역1년6월 추징금 2천만원을 선고했다.[4] 2014년 11월 6일에  사망자 정보를 장례식장에 제공하고 돈을 받은 소방공무원 강모씨에게  징역 1년 집행유예 2년과 벌금 200만원, 추징금 960만원을 선고했다[5] 7월 7일에 방과후학교 위탁운영업체 선정 대가로 업체로부터 뇌물을 받은 혐로 1심에서 징역 1년 집행유예 2년을 선고받은 성모씨 등 전직 초등학교 교장 3명에 대한 항소심에서 성씨에 대한 원심을 깨고 무죄를 선고하면서 함께 기소된 권모씨에 대해서도 징역 4월을 선고유예하고 벌금 200만원과 추징금 100만원을 선고했다.[6]